# Robert Spencer Carr
Robert Spencer Carr (geboren 26. März 1909 in Washington, D.C.; gestorben 28. April 1994 in Dunedin, Florida) war ein US-amerikanischer Schriftsteller.  

## Leben
Robert Spencer Carr veröffentlichte im März 1925 die Erzählung The Composite Brain in der Zeitschrift Weird Tales, da war er fünfzehn Jahre alt. In den nächsten Ausgaben der Zeitschrift folgten die Erzählungen The Flying Halfback im September, Spider-Bite im Juni 1926 und das Gedicht The Caves of Kooli-Kan im November 1926. Carr zog nach Chicago in die Nähe des Weird-Herausgebers  Farnsworth Wright, der ihn beim Schreiben seines ersten Romans unterstützte. 1927 erschienen Vorabdrucke in der Literaturzeitschrift The Smart Set, für den dann 1928 gedruckten Roman The Rampant Age erhielt Carr einen Filmvertrag. In Deutschland erschien der Roman 1929 unter dem Titel Wildblühende Jugend, er wurde 1933 ein Opfer der Bücherverbrennung.
In der Folge lebte Carr zeitweise in Los Angeles und arbeitete für die Filmstudios. Carr hielt sich in der Zeit zwischen 1932 und 1937 in der Sowjetunion auf. Sein Roman The Bells of St. Ivan’s fußte auf den Erfahrungen, die er dort gemacht hatte. Das Magazin Liberty druckte seine Erzählung Lie Detector, und im August 1943 erschien in The Saturday Evening Post die Erzählung Border Incident. 
Carr zog nach New Mexico, er wohnte später noch in Fort Myers, Florida, und schrieb ab Ende der 1940er Jahre Science-Fiction-Literatur in der Nachfolge von Charles Fort, über den Umfang ist wenig bekannt. Er beteiligte sich an der UFO-Debatte. Er gab sich als Zeuge des Roswell-Zwischenfalls aus und bekräftigte die Behauptung, dass US-Behörden versucht hätten, Aliens, die 1948  bei einem Absturz in der Gegend von Aztec, New Mexico ums Leben gekommen seien, in geheimen Labors zu autopsieren und zu reanimieren. Sein Sohn Timothy Spencer Carr (1940- ) distanzierte sich 1997 in einem Artikel in der Zeitschrift Skeptical Inquirer von diesen Phantastereien.
Das Archiv der University of Florida bewahrt die Manuskripte der drei Romane und ein Porträtfoto aus dem Jahr 1929 auf.

## Bibliografie
Romane
- The Rampant Age (1928)
  - Wildblühende Jugend. Übersetzung und Vorwort Wilhelm Emanuel Süskind. Deutsche Verlags-Anstalt, Stuttgart 1929.
- The Bells of St. Ivan’s (1944)
- The Room Beyond (1948)
- The Invaders (1954)

Sammlungen
- Beyond Infinity (1951)

Kurzgeschichten
1925:
- The Composite Brain (in: Weird Tales, March 1925)
- The Flying Halfback (in: Weird Tales, September 1925)

1926:
- Spider-Bite (in: Weird Tales, June 1926)

1927:
- Soul-Catcher (in: Weird Tales, March 1927)
- Phantom Fingers (in: Weird Tales, May 1927)

1928:
- Whispers (in: Weird Tales, April 1928)

1949:
- Easter Eggs (in: The Saturday Evening Post, September 24, 1949; auch: Those Men From Mars, 1951; auch: The Invaders, 1953)

1950:
- The Laughter of the Stars (in: The Blue Book Magazine, August 1950)

1951:
- Beyond Infinity (1951, in: Robert Spencer Carr: Beyond Infinity)
- Morning Star (1951, in: Robert Spencer Carr: Beyond Infinity)
- Mutation (1951, in: Robert Spencer Carr: Beyond Infinity)

1964:
- The Coming of the Little People (in: Fantastic Stories of Imagination, March 1964)

## Filmografie
- Why Leave Home?. 1929
- Hot Stuff. 1929. Drehbuch nach Carrs Erzählung Bluffers
- The Rampant Age. 1930 Regie Philip Rosen